# Arthur Bunster
Pour les articles homonymes, voir Bunster.
Arthur Bunster (1827-8 octobre 1891) est un homme politique canadien de la Colombie-Britannique. Il est député fédérale libéral de la circonscription britanno-colombienne de Vancouver de 1874 à 1882.
Il est également député provincial indépendant de la circonscription britanno-colombienne de Victoria de 1871 à sa démission en 1874.

## Biographie
Né dans le comté de Queens (plus tard Comté de Laois) dans Royaume-Uni de Grande-Bretagne et d'Irlande (Irlande, Bunster étudie à Dublin au Trinity College. Il s'installe sur l'île de Vancouver à Victoria en 1856. Bunster acquiert la Colonial Brewery en 1859, mais celle-ci est détruite par un incendie en 1869.

## Politique
Élu au conseil municipal de Victoria en 1869, il fait le saut en politique provinciale lors de l'entrée de la Colombie-Britannique dans la Confédération canadienne en 1871. Initialement candidat dans la circonscription de Vancouver lors de l'élection de 1872, il retire sa candidature afin de permettre au ministre des Finances, Francis Hincks, de faire son entrée aux Communes compromise par sa défaite dans Brant-Sud en Ontario.
Finalement élu dans Vancouver en 1874 et réélu en 1878, il perd en 1882.
Durant sa carrière publique, Bunster s'oppose à l'immigration provenant de Chine au Canada. En 1871, il propose l'instauration d'une taxe imposée aux travailleurs chinois en Colombie-Britannique. La proposition sera finalement défaite puisqu'elle ne relevait pas des pouvoirs du Conseil colonial. En 1874, il propose une législation afin d'interdire au Canadian Pacific Railway d'embaucher des personnes avec des cheveux plus longs que 5,5 pouces qui visait directement la population chinoise.
En 1878, Bunster est impliqué dans une bagarre avec le député québécois de Rouville Guillaume Cheval.

## Dernières années
Bunster vend ensuite la brasserie aux propriétaires initiaux et s'installe à San Francisco où il débute il entre en affaires dans l'immobilier.
Il meurt noyé dans la baie de San Francisco en 1891.